# Lasioglossum cyaneum
Lasioglossum cyaneum là một loài Hymenoptera trong họ Halictidae. Loài này được Ashmead mô tả khoa học năm 1900.